# William Allen Miller
William Allen Miller, FRS, britanski kemik in astronom, * 17. december 1817, Ipswich, grofija Suffolk, Anglija, † 30. september 1870.
Z Williamom Huginsom sta opravila pionirsko spektroskopsko študijo sestave zvezd. Za to delo sta oba prejela zlato medaljo Kraljeve astronomske družbe.
Po njm se imenuje krater Miller na Luni.
1. 1 2  SNAC — 2010.